# تمی الامدید
تمی الامدید نام شهر و شهرستانی در استان دقهلیه مصر است.